# Charmes-sur-l'Herbasse
Charmes-sur-l'Herbasse est une commune française située dans le département de la Drôme, en région Auvergne-Rhône-Alpes. Elle est située dans la vallée de l'Herbasse, à l'est de la vallée du Rhône et au nord de la vallée de l'Isère dans le canton de Drôme des collines.
Le village est modeste ; il est dominé par un château médiéval remanié au cours des siècles. Le facteur Cheval est né sur la commune.
Ses habitants sont dénommés les Charmois.

## Géographie

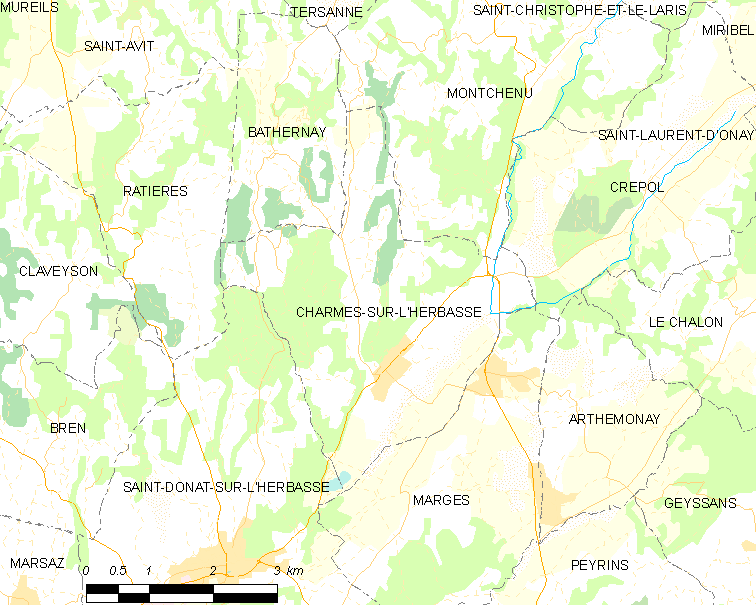
Carte de Charmes-sur-l'Herbasse et des communes voisines.

### Localisation
La commune de Charmes-sur-l'Herbasse est située dans la vallée de l'Herbasse, à l'est de la vallée du Rhône et au nord de la vallée de l'Isère dans le canton de Drôme des collines.

Elle est à environ 26,5 kilomètres au nord de Valence (préfecture) et à 11,9 kilomètres de Romans sur Isère.

### Relief et géologie
Sites particuliers :
- Combe de Champos
- Combe de la Fayole
- Combe de Montore
- Combe de Valerey
- Combe Masson
- le Rognon (326 m)

#### Géologie
Les collines de la vallée de l'Herbasse, à l'instar des collines du Bas-Dauphiné, sont constituées essentiellement de sables jaunes molassiques présentant des couches irrégulières de grès. Cette région, malgré une intense érosion quaternaire due aux différentes périodes glaciaires, est encore stratigraphiquement proche du comblement initial du Miocène.
Les dépôts quaternaires y sont représentés par des alluvions de sable et de cailloux disposés en un système complexe de terrasses étagées et emboîtées, plus ou moins défaits en fonction de leur ancienneté, des limons et des matériaux qui s'y sont accumulés.

### Hydrographie
La commune est traversée par l'Herbasse, une petite rivière provenant de la forêt de Chambaran (commune de Roybon, département de l'Isère). Elle coule dans la partie méridionale du territoire sur un axe sud-ouest puis conflue avec l'Isère en aval de Romans-sur-Isère.
La commune est aussi arrosée par les cours d'eau suivants :
- la Limone, affluent de l'Herbasse ;
- le Canal du Moulin ;
- le Valet ;
- Ravin de Bard.

Un lac artificiel, le lac de Champos, a été créé pour servir de base de loisirs.

### Climat
Pour des articles plus généraux, voir Climat d'Auvergne-Rhône-Alpes et Climat de la Drôme.
En 2010, le climat de la commune est de type climat du Bassin du Sud-Ouest, selon une étude du CNRS s'appuyant sur une série de données couvrant la période 1971-2000. En 2020, Météo-France publie une typologie des climats de la France métropolitaine dans laquelle la commune est dans une zone de transition entre le climat de montagne et le climat méditerranéen et est dans la région climatique  Moyenne vallée du Rhône, caractérisée par un bon ensoleillement en été (fraction d’insolation > 60 %), une forte amplitude thermique annuelle (4 à 20 °C), un air sec en toutes saisons, orageux en été, des vents forts (mistral), une pluviométrie élevée en automne (250 à 300 mm). 
Pour la période 1971-2000, la température annuelle moyenne est de 11,9 °C, avec une amplitude thermique annuelle de 17,6 °C. Le cumul annuel moyen de précipitations est de 947 mm, avec 8,3 jours de précipitations en janvier et 5,9 jours en juillet. Pour la période 1991-2020, la température moyenne annuelle observée sur la station météorologique de Météo-France la plus proche, sur la commune de Marsaz à 7 km à vol d'oiseau, est de 12,8 °C et le cumul annuel moyen de précipitations est de 883,4 mm,. Pour l'avenir, les paramètres climatiques de la commune estimés pour 2050 selon différents scénarios d'émission de gaz à effet de serre sont consultables sur un site dédié publié par Météo-France en novembre 2022.

### Voies de communication et transports
La commune est desservie par les routes départementales 67, 121, 538, 584 et 584A.

## Urbanisme

### Typologie
Au 1er janvier 2024, Charmes-sur-l'Herbasse est catégorisée commune rurale à habitat dispersé, selon la nouvelle grille communale de densité à 7 niveaux définie par l'Insee en 2022.
Elle est située hors unité urbaine. Par ailleurs la commune fait partie de l'aire d'attraction de Romans-sur-Isère, dont elle est une commune de la couronne,. Cette aire, qui regroupe 30 communes, est catégorisée dans les aires de 50 000 à moins de 200 000 habitants,.

### Occupation des sols
L'occupation des sols de la commune, telle qu'elle ressort de la base de données européenne d’occupation biophysique des sols Corine Land Cover (CLC), est marquée par l'importance des territoires agricoles (67 % en 2018), une proportion sensiblement équivalente à celle de 1990 (67,1 %). La répartition détaillée en 2018 est la suivante : zones agricoles hétérogènes (39,7 %), forêts (30,4 %), terres arables (13,7 %), prairies (13,6 %), zones urbanisées (2,6 %). L'évolution de l’occupation des sols de la commune et de ses infrastructures peut être observée sur les différentes représentations cartographiques du territoire : la carte de Cassini (XVIIIe siècle), la carte d'état-major (1820-1866) et les cartes ou photos aériennes de l'IGN pour la période actuelle (1950 à aujourd'hui).

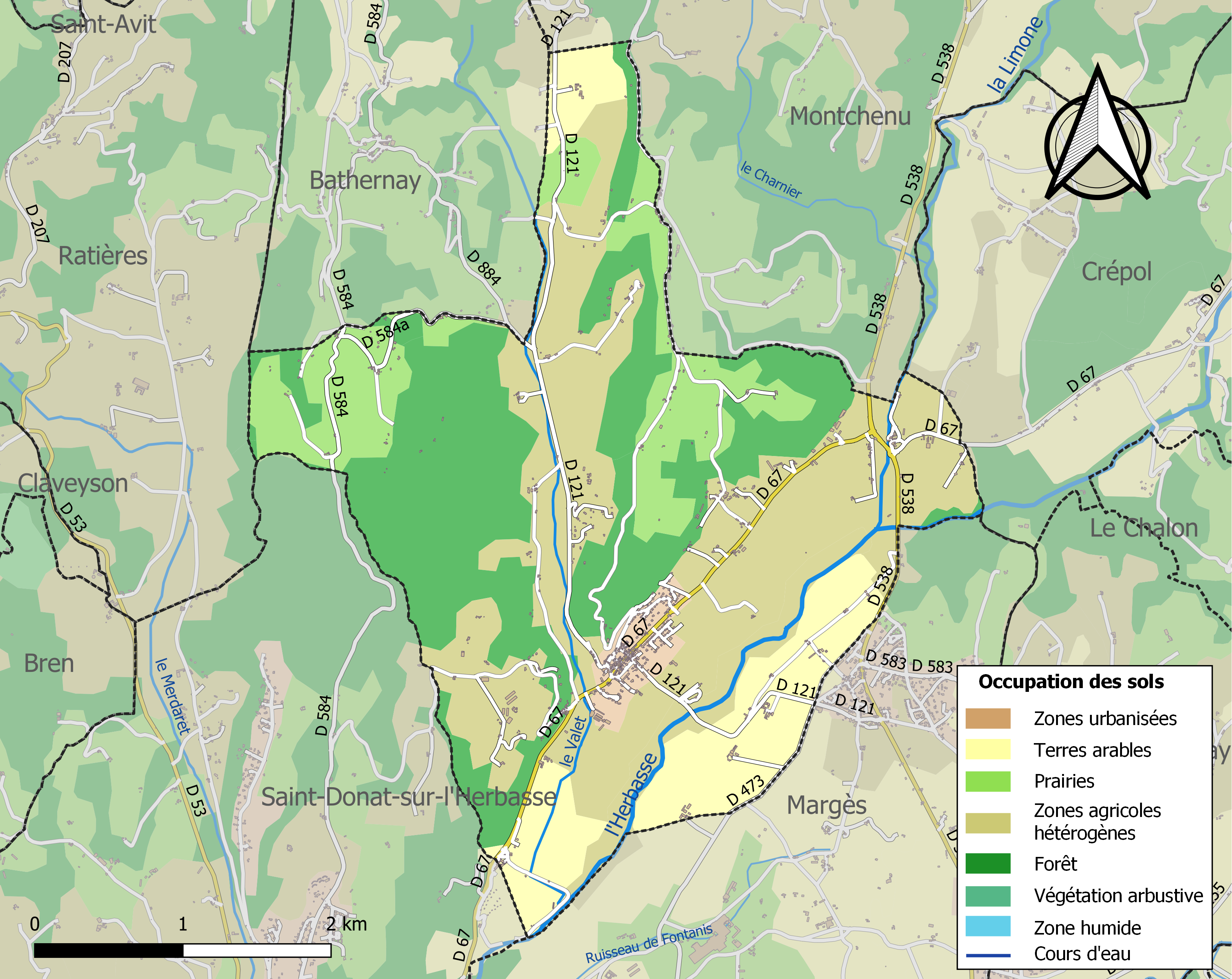
Carte des infrastructures et de l'occupation des sols de la commune en 2018 (CLC).

### Morphologie urbaine
La commune est essentiellement rurale. Son chef-lieu est un modeste village dominé par son château médiéval et entouré de terres agricoles. La commune compte de nombreux hameaux disséminés dans un paysage agricole et entourée de collines.

#### Quartiers, hameaux et lieux-dits
Site Géoportail (carte IGN) :
- Bard
- Bessey
- Bois de Bard
- Bois la Dame
- Champ Guinot
- Champos
- Châteaudu
- Crefsant
- Laca
- la Courbatière
- la Fayole
- la Griotte
- la Plaine
- le Cabaret Neuf
- le Devès
- le Gouret
- le Planeau
- les Bayards
- les Égoutières
- les Ginots
- les Guerrènes
- les Merles
- les Pinates
- les Souillans
- le Travaler
- Masson
- Mistral
- Montore
- Moulin Robert
- Pré de Léty
- Valerey

### Risques naturels et technologiques

#### Risques sismiques
La totalité du territoire de la commune de Charmes-sur-l'Herbasse est situé en zone de sismicité n°3, comme la plupart des communes de son secteur géographique.
| Type de zone | Niveau            | Définitions (bâtiment à risque normal) |
| ------------ | ----------------- | -------------------------------------- |
| Zone 3       | Sismicité modérée | accélération = 1,1 m/s2                |

## Toponymie

### Attestations
Dictionnaire topographique du département de la Drôme :
- 995 : Calmen (cartulaire de Romans, 11 bis).
- 998 : castrum quod dicitur Calmis (cartulaire de Romans, 212).
- 1000 : villa Calmanense (cartulaire de Romans, 71).
- 1050 : Chalmen (cartulaire de Romans, 11 bis).
- 1080 : castrum Chalmi (cartulaire de Grenoble, B 55).
- 1080 : mention du mandement : mandamentum castri Chalmi (cartulaire de Grenoble, B 55).
- XIe siècle : Chalmis (cartulaire de Romans, 150).
- 1111 : mention de la paroisse : ecclesia de Chalmo (cartulaire de Grenoble, 146).
- 1163 : mention de la paroisse : parrochia de Chalme (cartulaire de Romans, 335).
- XIVe siècle : mention de la paroisse : capella de Chalmen (pouillé de Vienne).
- 1317 : Chayrmis (bull. de la soc. d'archéolog., XIII, 192).
- 1388 : Charment (choix de documents, 208).
- 1404 : Charmain (inventaire de la chambre des comptes).
- 1420 : Charmen (archives de la Drôme, E 2119).
- 1523 : mention de la paroisse : ecclesia de Charmes (pouillé de Vienne).
- 1891 : Charmes, commune du canton de Saint-Donat.

Non daté[réf. nécessaire] : Charmes-sur-l'Herbasse.

## Histoire

### Protohistoire
La partie de la Drôme, située au nord de la rivière Isère, faisait partie du territoire de la tribu gauloise des Allobroges.

### Du Moyen Âge à la Révolution
La seigneurie :
- Au point de vue féodal, la terre (ou seigneurie) était du fief de l'église archiépiscopale de Vienne[18].
- Xe siècle : elle est possédée par un certain chanoine Premencus, bienfaiteur de l'église de Romans[18].

Vers l'an 1000 : les terres de Charmes sont possédées par le chanoine Premencus de la Collégiale Saint-Barnard de Romans (située au sud de la paroisse). À l'emplacement actuel du château, il fait dresser une tour en bois, ainsi qu'une enceinte où les habitants peuvent se réfugier.
- 1227 : la terre est inféodée aux Hauterives[18].
- Elle passe aux Nerpol[18].

Les seigneurs de Nerpol, qui vécurent à Charmes entre 1160 et 1300, firent bâtir le château actuel dans lequel ils incorporèrent le donjon bâti au siècle précédent. Les armes de cette famille sont sculptées dans la pierre sur la façade méridionale du château.
- Elle passe (par héritage) aux Bathernay[18].

En 1340, Aymare de Nerpol, fille d'Arthaud épouse Jordan II de Bathernay. Leur fils Joachim, qui épousa en 1387 Agnès de Chavannes, hérita de son grand-père Arthaud de Nerpol, en 1406, du château de Charmes.
Le fils de Joachim appelé Arthaud comme son arrière-grand-père, lui succéda. Il épousa Catherine de Gaste, de Peyrins, dont il eut douze enfants. Arthaud était particulièrement remarqué pour ses qualités chevaleresques et guerrières.
Imbert de Bathernay succéda à son père Arthaud le 28 avril 1462. Sa vie prit un tournant décisif lors de sa rencontre, un certain jour de son adolescence, avec le dauphin Louis, futur Louis XI, qui passait par là.
Le dauphin invita le jeune Imbert à venir le trouver dans son château de Peyrins afin de s'occuper de ses offices de fauconnerie et de vénerie. Imbert participa à tous les divertissements du dauphin, et devint son meilleur compagnon dans les chasses à travers les forêts de Bayanne, des Chambarands, du Diois et du Vercors. Imbert était aussi celui qui supportait patiemment la mauvaise humeur de son maître quand il fallait rentrer fourbus, sans avoir pu débusquer l'ours, le sanglier ou le loup. Il devint un auxiliaire précieux pour le dauphin. Ce dernier lui confiait des missions d'espionnage et d'intrigues car Imbert était aussi rusé et dénué de scrupules que le futur Louis XI. Imbert de Bathernay fut sans conteste le favori de Louis XI, lequel sut le récompenser royalement. Il combla Imbert de ses faveurs, de dons, de revenus en fiefs, terres et châteaux. Le fils cadet d'un modeste seigneur reçut les titres et fonctions de seigneur de Charmes et de Margès, baron de Bouchage, seigneur d'Ornacieux, Morestel, Brangues, Charpey, Colombier, Saint-Laurent, Vaugris et Auberives, baron d'Anthon, comte de Fézensac, seigneur de Peyrins, Beaumont-Monteux, Faramans, Montrésor, Bridoré et Moulins, chambellan du roi et gouverneur du Mont Saint-Michel.
Imbert de Bathernay épousa Georgette, fille de Falques de Montchenu, le 25 avril 1463. Ils eurent quatre enfants, dont une fille Jeanne qui, mariée à Jean de Poitiers, seigneur de Saint-Vallier, fut la mère de la fameuse Diane de Poitiers qui exerça sur François Ier et Henri II, une grande influence.
Pendant sa longue vie (il mourut en 1523), Imbert de Bathernay était demeuré l'un des conseillers les plus influents, les plus écoutés et les plus fidèles de Louis XI, de Charles VIII et de Louis XII qui l'envoyèrent en mission à Saluces, à Milan, en Guyenne, en Artois, en Bretagne, en Allemagne et en Espagne. François Ier le chargea de l'éducation de ses enfants.
À la mort d'Imbert, son petit-fils René lui succéda dans la plupart de ses biens.
René qui avait épousé Isabeau de Savoie, fille bâtarde de René de Savoie, Grand Maître de France, eut plusieurs enfants. Il maria sa fille Françoise à François d'Ailly, vidame d'Amiens. Elle hérita de Charmes. Le vitrail qui éclaire l'escalier intérieur du château unit les écussons du Dauphiné et de la Savoie. Il fut sans doute placé là par René de Bathernay pour illustrer son mariage.
- 1602 : la terre de Charmes est vendue aux Hostun[18].

Le 8 juillet 1602, Françoise d'Ailly vendit à Antoine d'Hostun, sénéchal de Lyon, les châteaux et juridictions de Charmes, Saint-Donat, Margès et Bren.
Le nouveau seigneur connaissait bien le pays. Il venait de prendre une part importante aux guerres de Religion dans le Dauphiné et s'était fait remarquer autant par ses combats que par ses interventions de conciliation au parlement de Grenoble. En récompense de ses services, il fut nommé maréchal de camp des armées du roi, le 5 novembre 1612. Il n'habita guère sous le toit des Bathernay, pas plus que son fils Balthazar et son petit-fils Roger qui lui succédèrent, bien que ces derniers aient porté le titre de baron de Charmes. Roger d'Hostun vendit le château.

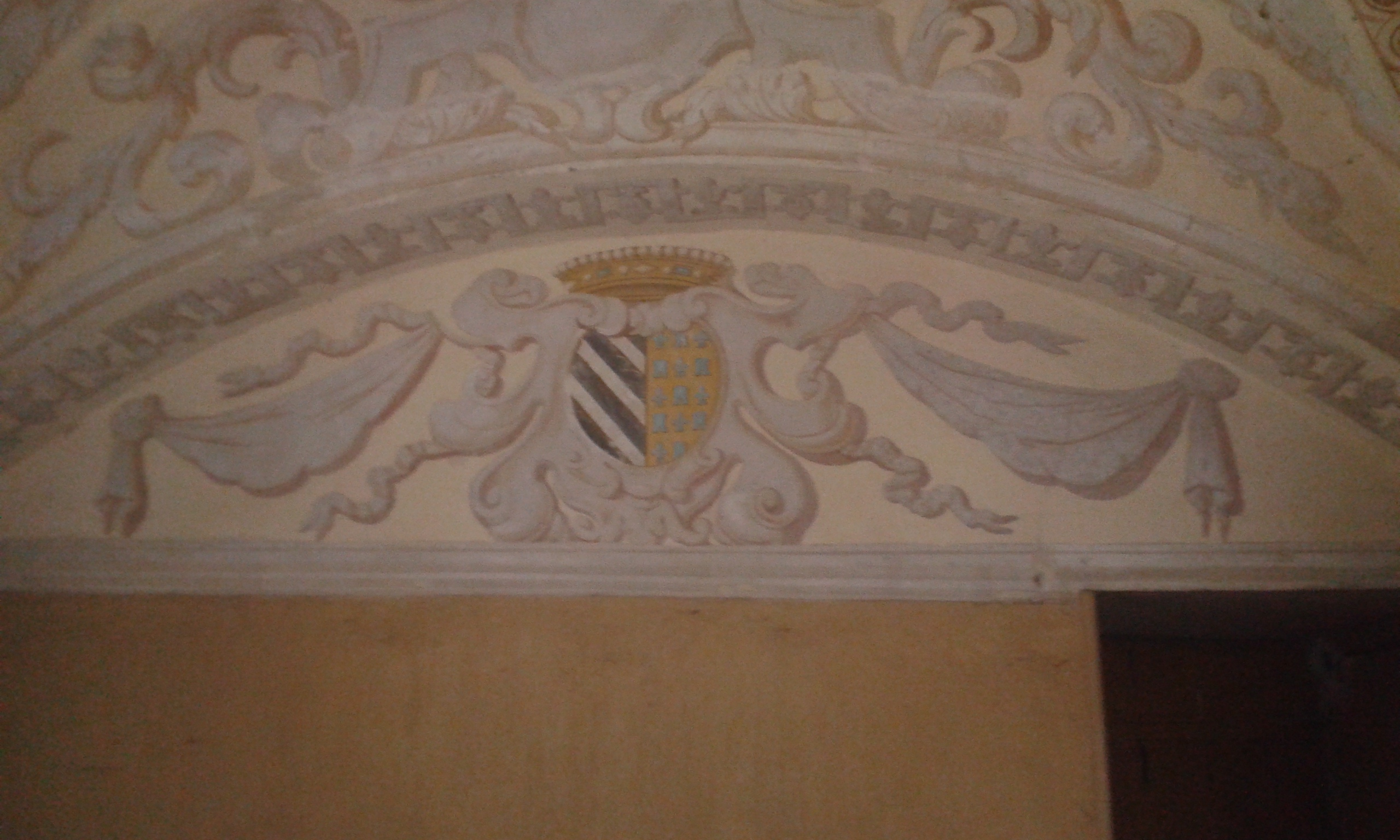
Les armes du comte Jacques Coste accolées à celles de sa femme Françoise de Simiane ; décoration se trouvant dans l'oratoire du château de Charmes.

- Revendue au président Coste[18].

Le nouvel acquéreur, déjà propriétaire du domaine de Champos, hérité de sa mère, Bonne de Costaing, était Jacques Coste, chevalier-conseiller au parlement de Grenoble, ami de Fouquet, le futur surintendant des finances de Louis XIV.
- En novembre 1652, Jacques Coste obtint l'érection de Charmes en comté avec union des terres de Saint-Donat, Bren, Bathernay, Saint-Mury (ou Muris) et Margès[20],[18].

Le château de charmes, si longtemps négligé fut restauré et aménagé par ses soins. C'est à lui que l'on doit la décoration dans l'oratoire où l'on voit encore ses armes accolées à celles de sa femme Françoise de Simiane.
Devise du comte Coste : Sustentant lilia turres (« Les tours soutiennent les lys »).
La mère de Jacques Coste, Bonne de Costaing, avait fondé le couvent des clarisses de Romans. C'est là qu'il fut inhumé en 1676. Sa femme se retira dans ce monastère jusqu'à sa mort, dix ans plus tard.
- Le comté passe (par héritage) aux Bérenger du Gua[18].

Le château de Charmes passa alors à son gendre : Jacques Béranger de Gua.
- 1776 : le comté est vendu aux Chabrières, derniers seigneurs[18].

Les Chabrières de la Roche, de Peyrins.
Avant 1790, Charmes était une communauté de l'élection et subdélégation de Romans et du bailliage de Saint-Marcellin.

Elle formait une paroisse du diocèse de Vienne dont l'église était sous le vocable de Saint-Alban et dont les dîmes appartenaient au prieur de Saint-Donat qui présentait à la cure.

Le mandement de Charmes avait la même étendue que la commune de ce nom.

### De la Révolution à nos jours
En 1790, la commune fait partie du canton de Saint-Donat.

## Politique et administration

### Liste des maires
| Période                                                                      | Période                     | Identité                                | Étiquette | Qualité                   |
| ---------------------------------------------------------------------------- | --------------------------- | --------------------------------------- | --------- | ------------------------- |
| Les données manquantes sont à compléter. : de la Révolution au Second Empire |                             |                                         |           |                           |
| 1790                                                                         | 1871                        | ?                                       |           |                           |
| Les données manquantes sont à compléter. : depuis la fin du Second Empire    |                             |                                         |           |                           |
| 1871                                                                         | 1874                        | ?                                       |           |                           |
| 1874                                                                         | 1878                        | ?                                       |           |                           |
| 1878                                                                         | 1884                        | ?                                       |           |                           |
| 1884                                                                         | 1888                        | ?                                       |           |                           |
| 1888                                                                         | 1892                        | ?                                       |           |                           |
| 1892                                                                         | 1896                        | ?                                       |           |                           |
| 1896                                                                         | 1900                        | ?                                       |           |                           |
| 1900                                                                         | 1904                        | ?                                       |           |                           |
| 1904                                                                         | 1908                        | ?                                       |           |                           |
| 1908                                                                         | 1912                        | ?                                       |           |                           |
| 1912                                                                         | 1919                        | ?                                       |           |                           |
| 1919                                                                         | 1925                        | ?                                       |           |                           |
| 1925                                                                         | 1929                        | ?                                       |           |                           |
| 1929                                                                         | 1935                        | ?                                       |           |                           |
| 1935                                                                         | 1945                        | ?                                       |           |                           |
| 1945                                                                         | 1947                        | ?                                       |           |                           |
| 1947                                                                         | 1953                        | ?                                       |           |                           |
| 1953                                                                         | 1959                        | ?                                       |           |                           |
| 1959                                                                         | 1965                        | ?                                       |           |                           |
| 1965                                                                         | 1971                        | ?                                       |           |                           |
| 1971                                                                         | 1977                        | ?                                       |           |                           |
| 1977                                                                         | 1983                        | ?                                       |           |                           |
| 1983                                                                         | 1989                        | ?                                       |           |                           |
| 1989                                                                         | 1995                        | ?                                       |           |                           |
| 1995                                                                         | 2001                        | ?                                       |           |                           |
| 2001                                                                         | 2008                        | Fernand Pellat                          |           | agriculteur à la retraite |
| 2008                                                                         | 2014                        | Fernand Pellat                          | DVD       | maire sortant             |
| 2014                                                                         | 2020                        | Fernand Pellat                          |           | maire sortant             |
| 2020                                                                         | En cours (au novembre 2020) | Stéphanie Nouguier[source insuffisante] |           |                           |

### Rattachements administratifs et électoraux
Adhérente à la communauté de communes du Pays de l'Herbasse jusqu'au 31 décembre 2016, la commune a ensuite été rattachée en 2017 à la nouvelle communauté d'agglomération Hermitage-Tournonais-Herbasse-Pays de Saint Félicien, plus connue sous le nom d'Arche Agglo qui regroupe 41 communes des départements de l'Ardèche et de la Drôme.

## Population et société

### Démographie
L'évolution du nombre d'habitants est connue à travers les recensements de la population effectués dans la commune depuis 1793. Pour les communes de moins de 10 000 habitants, une enquête de recensement portant sur toute la population est réalisée tous les cinq ans, les populations de référence des années intermédiaires étant quant à elles estimées par interpolation ou extrapolation. Pour la commune, le premier recensement exhaustif entrant dans le cadre du nouveau dispositif a été réalisé en 2005.

En 2022, la commune comptait 823 habitants, en évolution de −11,88 % par rapport à 2016 (Drôme : +2,64 %, France hors Mayotte : +2,11 %).
| 1793 | 1800 | 1806 | 1821 | 1831 | 1836 | 1841  | 1846  | 1851  |
| ---- | ---- | ---- | ---- | ---- | ---- | ----- | ----- | ----- |
| 539  | 587  | 613  | 776  | 878  | 862  | 1 062 | 1 150 | 1 169 |

| 1856  | 1861  | 1866 | 1872 | 1876 | 1881 | 1886 | 1891 | 1896 |
| ----- | ----- | ---- | ---- | ---- | ---- | ---- | ---- | ---- |
| 1 175 | 1 104 | 980  | 944  | 966  | 896  | 905  | 880  | 833  |

| 1901 | 1906 | 1911 | 1921 | 1926 | 1931 | 1936 | 1946 | 1954 |
| ---- | ---- | ---- | ---- | ---- | ---- | ---- | ---- | ---- |
| 815  | 778  | 773  | 647  | 607  | 598  | 581  | 559  | 514  |

| 1962 | 1968 | 1975 | 1982 | 1990 | 1999 | 2005 | 2006 | 2010 |
| ---- | ---- | ---- | ---- | ---- | ---- | ---- | ---- | ---- |
| 497  | 455  | 449  | 530  | 631  | 713  | 838  | 840  | 908  |

| 2015 | 2020 | 2022 | - | - | - | - | - | - |
| ---- | ---- | ---- | - | - | - | - | - | - |
| 936  | 867  | 823  | - | - | - | - | - | - |

### Enseignement
Située dans l'académie de Grenoble, la commune de Charmes-sur-l'Herbasse compte une école publique élémentaire présentant un effectif de 65 élèves à la rentrée scolaire de 2018.

### Manifestations culturelles et festivités
- Fête patronale : 22 juin. / Fête communale : deuxième dimanche de juillet[29].
- Fête de l'asperge : elle est organisée au cours du mois de mai, durant la période de production de l'asperge. Il s'agit d'une animation locale ou se côtoient les exposants d'un vide-grenier et des producteurs locaux d'asperges et d'autres productions du terroir local[30].

### Loisirs
- Stock-car : fin juillet[29].
- Pêche et chasse[29].

### Médias
La population de la commune se situe dans l'aire de diffusion de plusieurs médias :
- Presse écrite
  - Le Dauphiné libéré, quotidien régional qui consacre, chaque jour, y compris le dimanche, dans son édition de « Romans et Drôme des collines » un ou plusieurs articles à l'actualité du canton et de la commune, ainsi que des informations sur les éventuelles manifestations locales, les travaux routiers, et autres événements divers à caractère local.
  - L'Agriculture Drômoise, journal d'informations agricoles et rurales, couvre l'ensemble du département de la Drôme.
  - Drôme Hebdo (ancien Peuple Libre), hebdomadaire chrétien d'informations.
- Presse audio-visuelle
  - France Bleu est une radio publique diffusée sur son territoire.

### Cultes
La paroisse catholique Notre Dame des Collines de l’Herbasse est rattachée au diocèse de Valence. Elle comprend dix-huit « clochers » (dont l'église de Châbons, propriété de la commune).

## Économie

### Agriculture
En 1992 : bois, maïs, cultures fourragères, vergers, vignes, caprins, porcins.

### Artisanat
- Poterie[29].

### Tourisme
- Rives de l'Herbasse[29].
- Lac artificiel de Champos[29].

Le domaine du lac de Champos est situé à la limite des communes de Charmes-sur-l'Herbasse et de Saint-Donat-sur-l'Herbasse. C'est une base de loisirs nautiques. Le lac s'étend sur neuf hectares et comprend une zone de baignade surveillée.
- Le parc Animodou, situé dans la commune, est un parc de loisirs, avec de petits animaux, réservé aux très jeunes enfants de un à six ans[33].

## Culture locale et patrimoine

### Lieux et monuments
- Maisons anciennes[29].

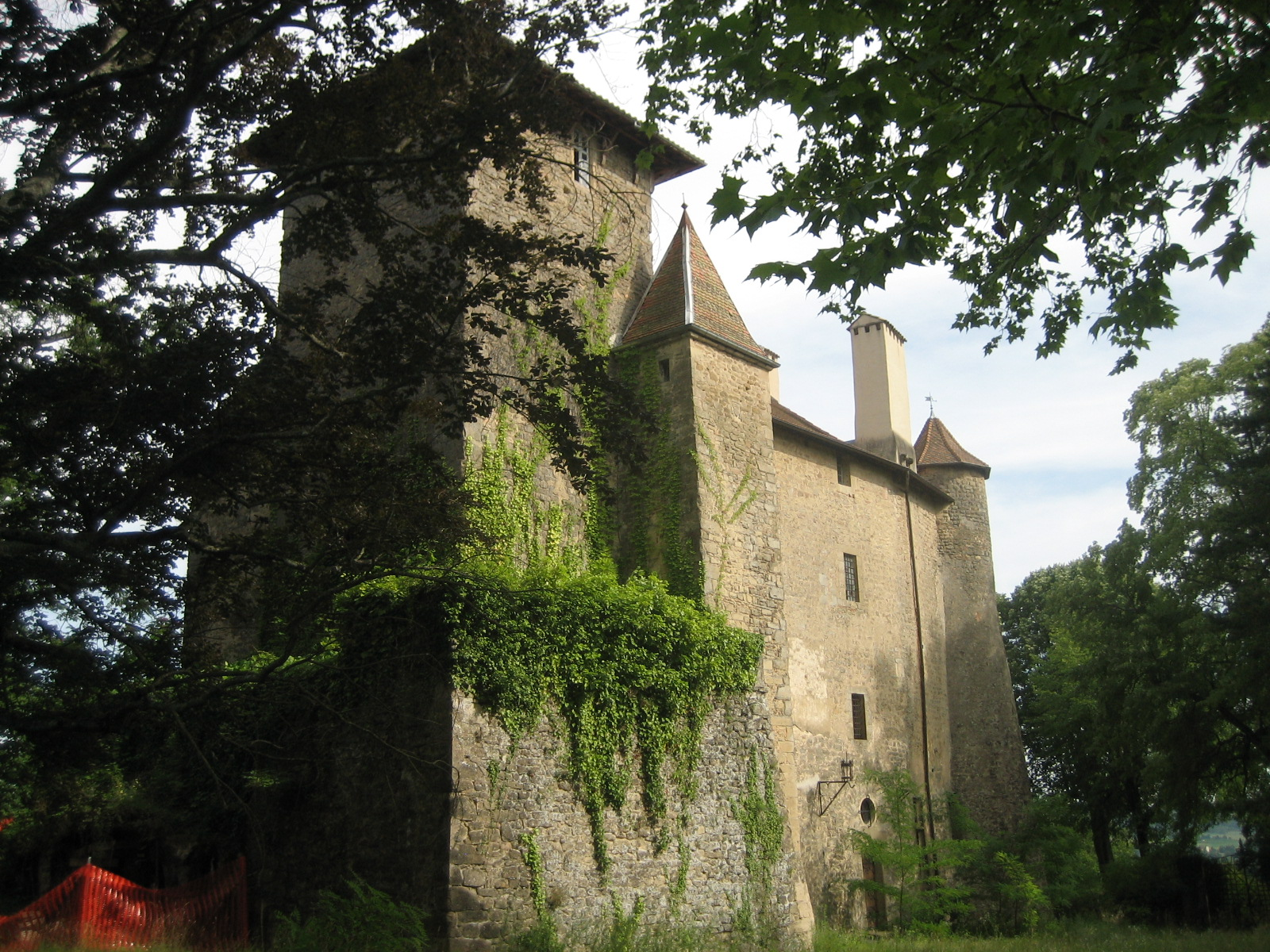
Le château de Charmes-sur-Herbasse.

- Escalier de l'ancienne maison Proclamy et son enveloppe (classé MH)[29].
- Tour ruinée à Champos[29].
- Église Saint-Mury de Charmes-sur-l'Herbasse du XIXe siècle : un Christ en ivoire (objet classé C)[29].
- L'église paroissiale Saint-Alban, construite à la fin du XIXe siècle. La bénédiction de la première pierre s'est déroulée le 30 novembre 1899. La dernière rénovation de l'édifice date de 1987[34].

Le château féodal
Un ancien château fort, construit au XIe siècle sur l'emplacement supposé d'une tour en bois et d'une enceinte édifiées au Xe siècle, se trouve sur le territoire de la commune. Le château est restauré en 2020.

### Patrimoine naturel
- Grottes[3].
- Un peuplier noir de 22 m de haut se trouve sur la commune de Charmes-sur-l'Herbasse. Il a entre 150 et 175 ans. Sa circonférence est de 9,65 m. Il s'agit de l'un des plus gros peupliers de France[37].

### Personnalités liées à la commune

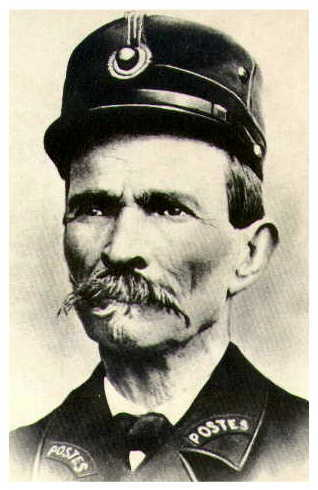
Le facteur Cheval.

- Joseph Ferdinand Cheval, plus connu sous le nom du facteur Cheval est né dans la commune (voir commune d'Hauterives).

### Héraldique, logotype et devise
| Blason de Charmes-sur-l'Herbasse | Blason  | De sinople à la bande ondée abaissée d'argent, chargée d'une bande ondée d'azur, surmontée d'une branche de charme d'or posée en bande.                          |
| Blason de Charmes-sur-l'Herbasse | Détails | Armes parlantes. Renvoie au nom de la commune, avec une branche de charme surmontant une bande ondée représentant l'Herbasse. Présent sur le site de la commune. |